# Iretama
Iretama este un oraș în Paraná (PR), Brazilia.